# Radio Bagdad
Radio Bagdad – rockowy zespół z Gdańska. Trio powstało w 2004 roku. 15 maja 2007 roku Radio Bagdad wydało swój debiutancki album pt. Słodkie koktajle Mołotowa. Również w 2007 roku zespół zajął pierwsze miejsce na festiwalu Union Of Rock w Węgorzewie. W 2009 zespół wydał płytę Kupując czerń Zespół przywiązuje dużą wagę do koncertów, stąd ich liczbę można już liczyć w setkach (ponad 300). Oprócz wielu samodzielnych występów mają na koncie kilka tras z innymi zespołami: z Happysad i Hurtem wiosną 2006, dwukrotnie z Akurat (2007, 2011) oraz wspólną trasę z zaprzyjaźnionym warszawskim zespołem NAIV jesienią 2009 r. Pierwsza duża samodzielna, klubowa trasa Radio Bagdad miała miejsce wiosną 2008 r. i obejmowała 30 miejscowości. Występowali na największych festiwalach w Polsce, m.in.: Przystanek Woodstock (2008), Union of Rock w Węgorzewie (2006, 2007, 2008), Open'er Festiwal (2008), Jarocin Festiwal (2006), Hunterfest w Szczytnie (2006). Na koncie zespołu jest też kilka koncertów radiowych: w Radio Dla Ciebie, Radiu PiK, Radiu Gdańsk (3-krotnie) i w 3 Programie Polskiego Radia. W 2014 roku zespół wydał swoją trzecią płytę W poczekalni. W roku 2016 wzięli udział jako zespół supportujący w większości koncertów podczas trasy koncertowej promującej nową płytę zespołu Koniec Świata "God Shave the Queen".

## Dyskografia
| 2007                           | Słodkie koktajle Mołotowa - Data: 21 maja 2007 - Wydawca: Lou & Rocked Boys | —  |
| 2009                           | Kupując czerń - Data: 18 maja 2009 - Wydawca: Lou & Rocked Boys             | —  |
| 2014                           | W poczekalni - Data: 20 lutego 2014 - Wydawca: Lou & Rocked Boys            | 46 |
| 2016                           | Retransmisje - Data: 26 lutego 2014 - Wydawca: Lou & Rocked Boys            |    |
| "—" pozycja nie była notowana. |                                                                             |    |